# Safakulewo
Safakulewo (russisch Сафаку́лево; tatarisch und baschkirisch Сафакүл, Safakül) ist ein Dorf (selo) in der Oblast Kurgan in Russland mit 3629 Einwohnern (Stand 14. Oktober 2010).

## Geographie
Der Ort liegt knapp 190 km Luftlinie westsüdwestlich des Oblastverwaltungszentrums Kurgan und 75 km ostsüdöstlich von Tscheljabinsk im Südwesten des Westsibirischen Tieflands. Er befindet sich an den abflusslosen Salzseen Kaksarly, Kamyschowo und Safakulewo.
Safakulewo ist Verwaltungszentrum des Rajons Safakulewski sowie Sitz der Landgemeinde (selskoje posselenije) Safakulewski selsowet, zu der außerdem das 7 km westnordwestlich gelegene Dorf Kirejewka gehört.

## Geschichte
Das Dorf wurde 1782 von Tataren gegründet und wie der eine der dortigen Seen nach dem Erstsiedler Safa Jumagulow benannt (Safakül bedeutet im Tatarischen wie im Baschkirischen „Safa-See“), anfangs offiziell in der russifizierten Form Safakulowa. In der Nähe entstand das Dorf Kaksarlina (auch Barangulowa).
1919 kamen die Dörfer zum Jalanski kanton der Baschkirischen ASSR mit Sitz zunächst im 40 km ostsüdöstlich gelegenen Dorf Tanrykulowo, ab 7. März 1922 in Paramonowo, 70 km südsüdwestlich. Nach der Herauslösung des Kantons aus dem baschkirischen Autonomiegebiet am 14. Juni 1922 gehörte Safakulewo ab dessen Teilung im November 1923 zum neu gebildeten Sart-Kalmykski rajon mit Sitz im Dorf Suljuklino (9 km südöstlich). Am 7. April 1924 erfolgte die Umbenennung in Jalanski rajon und die Verlegung des Verwaltungssitzes nach Martynowka (9 km südsüdwestlich). Ab 15. September 1926 wurde Safakulewo – mit dem in dieser Zeit eingemeindeten etwas kleineren Kaksarlina – Verwaltungszentrum des Rajons. Am 20. April 1930 wurde dieser in Jalano-Kataiski rajon umbenannt und im November 1940 in den Safakulewski rajon und den Almenewski rajon mit Sitz in Almenewo geteilt.
Bis heute ist das Dorf vorwiegend von Tataren bewohnt (gut zwei Drittel der Einwohner); andere Dörfer des Rajons sind überwiegend baschkirisch, einige russisch.

### Bevölkerungsentwicklung
| Jahr | Einwohner |
| ---- | --------- |
| 1897 | 1594      |
| 1926 | 1745      |
| 1939 | 2053      |
| 1959 | 2802      |
| 1970 | 3511      |
| 1979 | 3853      |
| 1989 | 4557      |
| 2002 | 4286      |
| 2010 | 3629      |

Anmerkung: Volkszählungsdaten (bis 1926 Summe der Einwohnerzahlen von Safakulewo und Kaksarlina)

## Verkehr
Nach Safakulewo führt die Regionalstraße 37K-0012, die beim 30 km nordnordöstlich gelegenen Schtschutschje von der föderalen Fernstraße R254 Irtysch (ehemals M51) Tscheljabinsk – Omsk – Nowosibirsk abzweigt. Dort befindet sich auch die nächstgelegene Bahnstation an der Südroute der Transsibirischen Eisenbahn Samara – Tscheljabinsk – Omsk. Zunächst über die 37N-1703 nach Südwesten besteht von Safakulewo  Anschluss in die benachbarte Oblast Tscheljabinsk in Richtung Jetkul.